# Bóbitavirág
A bóbitavirág (Ptilotus) a szegfűvirágúak (Caryophyllales) rendjébe, ezen belül a disznóparéjfélék (Amaranthaceae) családjába tartozó nemzetség.

## Előfordulásuk
A bóbitavirágok Ausztráliában őshonosak. Nyugat-Ausztrália, Északi terület, Dél-Ausztrália, Új-Dél-Wales, Queensland és Victoria területein találhatók meg. Tasmaniába nem jutottak el.

## Rendszerezés
A nemzetségbe az alábbi 59 faj tartozik:
- Ptilotus aervoides (F.Muell.) F.Muell.
- Ptilotus albidus (C.A.Gardner) Benl
- Ptilotus arthrolasius F.Muell.
- Ptilotus astrolasius F.Muell.
- Ptilotus auriculifolius (A.Cunn. ex Moq.) F.Muell.
- Ptilotus axillaris (F.Muell. ex Benth.) F.Muell.
- Ptilotus beckerianus (F.Muell.) F.Muell. ex J.M.Black
- Ptilotus brachyanthus (F.Muell. ex Benth.) F.Muell.
- Ptilotus caespitulosus F.Muell.
- Ptilotus calostachyus (F.Muell.) F.Muell.
- Ptilotus carlsonii F.Muell.
- Ptilotus chortophytus (Diels) Schinz
- Ptilotus clementii (Farmar) Benl
- Ptilotus conicus R.Br.
- Ptilotus corymbosus R.Br. - típusfaj
- Ptilotus crosslandii (F.Muell.) Benl
- Ptilotus decipiens (Benth.) C.A.Gardner
- Ptilotus declinatus Nees
- Ptilotus dissitiflorus (F.Muell.) F.Muell.
- Ptilotus distans (R.Br.) Poir.
- Ptilotus divaricatus (Gaudich.) F.Muell.
- Ptilotus drummondii (Moq.) F.Muell.
- Ptilotus eriotrichus (W.Fitzg. ex Ewart & Jean White) P.S.Short
- Ptilotus erubescens Schltdl.
- Ptilotus esquamatus (Benth.) F.Muell.
- Ptilotus extenuatus Benl
- Ptilotus fasciculatus W.Fitzg.
- Ptilotus fusiformis (R.Br.) Poir.
- Ptilotus gaudichaudii (Steud.) J.M.Black
- Ptilotus giganteus (A.Cunn. ex Moq.) R.W.Davis & R.Butcher
- Ptilotus gomphrenoides F.Muell. ex Benth.
- Ptilotus helichrysoides (F.Muell.) F.Muell.
- Ptilotus helipteroides (F.Muell.) F.Muell.
- Ptilotus holosericeus (Moq.) F.Muell.
- Ptilotus humilis (Nees) F.Muell.
- Ptilotus incanus (R.Br.) Poir.
- Ptilotus indivisus Benl
- Ptilotus lanatus A.Cunn. ex Moq.
- Ptilotus leucocomus (Moq.) F.Muell.
- Ptilotus macrocephalus (R.Br.) Poir.
- Ptilotus manglesii (Lindl.) F.Muell.
- Ptilotus murrayi F.Muell.
- Ptilotus nobilis (Lindl.) F.Muell.
- Ptilotus obovatus F.Muell.
- Ptilotus parvifolius (F.Muell.) F.Muell.
- Ptilotus polakii F.Muell.
- Ptilotus polystachyus (Gaudich.) F.Muell.
- Ptilotus pseudohelipteroides Benl
- Ptilotus pyramidatus (Moq.) F.Muell.
- Ptilotus roei (F.Muell. ex Benth.) F.Muell.
- Ptilotus rotundifolius (F.Muell.) F.Muell.
- Ptilotus schwartzii Tate
- Ptilotus seminudus (J.M.Black) J.M.Black
- Ptilotus sericostachyus (Nees) F.Muell.
- Ptilotus sessilifolius (Lindl.) Benl
- Ptilotus spathulatus (R.Br.) Poir.
- Ptilotus spicatus Benth.
- Ptilotus stirlingii (Lindl.) F.Muell.
- Ptilotus whitei (J.M.Biack) Lally